# Sisymbrium pandurifolium
Sisymbrium pandurifolium là một loài thực vật có hoa trong họ Cải. Loài này được (Kuntze) O.E.Schultz miêu tả khoa học đầu tiên năm 1924.